# Gran Premi d'Àustria del 1976
Resultats del Gran Premi d'Àustria de Fórmula 1 de la temporada 1976, disputat al circuit de Österreichring el 15 d'agost del 1976.

## Resultats
| Pos | No | Pilot                    | Equip                  | Voltes | Temps/ Retirada          | Pos. de sortida | Punts |
| --- | -- | ------------------------ | ---------------------- | ------ | ------------------------ | --------------- | ----- |
| 1   | 28 | John Watson              | Penske - Ford          | 54     | 1h 30' 07. 86            | 2               | 9     |
| 2   | 26 | Jacques Laffite          | Ligier - Matra         | 54     | + 10.79 s                | 5               | 6     |
| 3   | 6  | Gunnar Nilsson           | Lotus - Ford           | 54     | + 11.98 s                | 4               | 4     |
| 4   | 11 | James Hunt               | McLaren - Ford         | 54     | + 12.44 s                | 1               | 3     |
| 5   | 5  | Mario Andretti           | Lotus - Ford           | 54     | + 21.49 s                | 9               | 2     |
| 6   | 10 | Ronnie Peterson          | March - Ford           | 54     | + 34.34 s                | 3               | 1     |
| 7   | 12 | Jochen Mass              | McLaren - Ford         | 54     | + 59.45 s                | 12              |       |
| 8   | 24 | Harald Ertl              | Hesketh - Ford         | 53     | + 1 Volta                | 20              |       |
| 9   | 38 | Henri Pescarolo          | Surtees - Ford         | 52     | + 2 Voltes               | 22              |       |
| 10  | 18 | Brett Lunger             | Surtees - Ford         | 51     | Accident                 | 16              |       |
| 11  | 39 | Alessandro Pesenti Rossi | Tyrrell - Ford         | 51     | + 3 Voltes               | 23              |       |
| 12  | 33 | Lella Lombardi           | Brabham - Ford         | 50     | + 4 Voltes               | 24              |       |
| Ret | 22 | Hans Binder              | Ensign - Ford          | 47     | Accelerador              | 19              |       |
| NC  | 32 | Loris Kessel             | Brabham - Ford         | 44     | No Classificat           | 25              |       |
| Ret | 9  | Vittorio Brambilla       | March - Ford           | 43     | Accident                 | 7               |       |
| Ret | 30 | Emerson Fittipaldi       | Fittipaldi - Ford      | 43     | Accident                 | 17              |       |
| Ret | 8  | Carlos Pace              | Brabham - Alfa Romeo   | 40     | Accident                 | 18              |       |
| Ret | 17 | Jean Pierre Jarier       | Shadow - Ford          | 40     | Bomba del combustible    | 8               |       |
| Ret | 19 | Alan Jones               | Surtees - Ford         | 30     | Accident                 | 15              |       |
| Ret | 34 | Hans Joachim Stuck       | March - Ford           | 26     | Prob. amb el combustible | 11              |       |
| Ret | 4  | Patrick Depailler        | Tyrrell - Ford         | 24     | Suspensions              | 13              |       |
| Ret | 20 | Arturo Merzario          | Wolf - Williams - Ford | 17     | Accident                 | 21              |       |
| Ret | 16 | Tom Pryce                | Shadow - Ford          | 14     | Frens                    | 6               |       |
| Ret | 3  | Jody Scheckter           | Tyrrell - Ford         | 14     | Suspensions              | 10              |       |
| Ret | 7  | Carlos Reutemann         | Brabham - Alfa Romeo   | 0      | Embragatge               | 14              |       |

## Altres
- Pole: James Hunt 1' 35. 02

- Volta ràpida: James Hunt 1' 35. 91

- Aquesta va ser l'única victòria de Penske Racing a la història de la F1.